# Southampton (Schiff, 1913)
Die HMS Southampton war ein Leichter Kreuzer der Royal Navy, der im Ersten Weltkrieg eingesetzt wurde. Sie war das vierte Schiff der Royal Navy, das diesen Namen trug. Sie wurde 1911/12 bei John Brown & Company in Clydebank gebaut.
Die Southampton gehörte zum dritten Los der Leichten Kreuzer der Town-Klasse, ihre Schwesterschiffe waren die Chatham und die Dublin. Fast baugleich waren auch die ersten drei Schiffe der Town-Klasse für die Royal Australian Navy, die Sydney, die Melbourne und die in Australien gebaute Brisbane.

## Technische Daten
Insgesamt wurden 21 Kreuzer der Town-Klasse bis 1922 für die Royal Navy und Royal Australian Navy in fünf Untergruppen fertiggestellt.
Die HMS Southampton gehörte zur dritten Untergruppe, der Chatham-Klasse. Diese Schiffe verdrängten etwa 5.500 Tonnen, waren 139,7 m lang, 14,9 m breit und hatten 4,9 m Tiefgang. Die Bewaffnung bestand aus acht 15,2-cm-Geschützen sowie vier Dreipfündern und zwei 53,3-cm-Unterwasser-Torpedorohren. Die Besatzung zählte 411–475 Mann.
Die Southampton unterschied sich durch eine abweichende Maschinenanlage von ihren Schwesterschiffen. Neunzehn Kreuzer der Town-Klasse verfügten über Parsons-Turbinen und vier Schrauben. Nur Southampton hatte, wie die ebenfalls bei John Brown gebaute Bristol, Brown-Curtis-Turbinen und zwei Schrauben.

## Geschichte

### Friedenszeit
Bei Indienststellung 1913 wurde die Southampton dem 1. Schlachtgeschwader (1st Battle Squadron) der Home Fleet zugewiesen. Im Juli 1913 wurde sie dann der 1st Light Cruiser Squadron der Home Fleet als Flaggschiff zugeteilt, der sie bis 1915 angehörte und mit der sie an den ersten Gefechten des Weltkrieges teilnahm.

### Kriegseinsatz
Die Southampton nahm schon am 28. August 1914 am Seegefecht bei Helgoland teil. Der Befehlshaber der britischen U-Boote, Kommodore Roger Keyes, hatte die Operation geplant, die die Deutschen in eine Falle locken sollte. Angreifer sollten die U-Boote und die Harwich Force unter Kommodore Reginald Tyrwhitt sein. Der Oberbefehlshaber der Grand Fleet, Admiral Sir John Jellicoe, schickte zur Unterstützung von Tyrwhitt und Keyes das 1. Schlachtkreuzergeschwader unter Sir David Beatty und das 1. Leichte Kreuzergeschwader unter William Goodenough mit sechs modernen Kreuzern der Town-Klasse: Southampton, Birmingham, Falmouth, Liverpool, Lowestoft und Nottingham. Die Admiralität versäumte es allerdings, diese Meldung an Tyrwhitt und Keyes weiterzugeben. Als das Gefecht im Gange war, entdeckte Keyes auf dem Zerstörer Lurcher die britischen Verstärkungen, die er aber für Deutsche hielt. Nur aufgrund glücklicher Umstände kam es nicht zu einem Schusswechsel zwischen den verschiedenen britischen Geschwadern. Allerdings verfehlte ein Torpedo des britischen U-Boots E6 die Southampton nur knapp; ebenso misslang glücklicherweise deren Versuch, den Angreifer zu rammen. Es dauerte eine geraume Zeit, bis die Verwirrung auf britischer Seite beseitigt war. Am Ende verloren die Deutschen drei Kleine Kreuzer, ein Torpedoboot und über 1.200 Mann, während bei den Briten die Mannschaftsverluste nur 35 Tote betrugen und nur der Leichte Kreuzer Arethusa schwer beschädigt wurde.
Am Morgen des 16. Dezember 1914 beschossen die deutschen Schlachtkreuzer Scarborough, Hartlepool, West Hartlepool und Whitby. Die Beschießung der Seestädte forderte 137 Menschenleben und 592 Verletzte vor allem unter der Zivilbevölkerung. Die britische Öffentlichkeit verurteilte das Vorgehen der deutschen Marine, aber auch das Versagen der Royal Navy. Die Southampton war wieder mit dem 1. Leichten Kreuzergeschwader unter Goodenough mit Birmingham, Falmouth und Nottingham im Einsatz. Die Home Fleet wollte die Deutschen erst auf dem Rückmarsch stellen.
Die Southampton sichtete die Deutschen gegen 11.25 Uhr bei sich verschlechterndem Wetter und meldete, dass sie das Gefecht mit einem deutschen Kreuzer (Stralsund) und Zerstörern aufnehme. Die Birmingham lief zu ihrer Unterstützung heran. Goodenough sichtete dann die Kreuzer Straßburg und Graudenz, ohne dies zu melden. Seine beiden anderen Leichten Kreuzer erkannten dies und liefen daher auch zur Unterstützung heran. Der Befehlshaber der Schlachtkreuzer, Beatty, rief sie zurück, da er nicht wusste, dass inzwischen mehr deutsche Schiffe von der Southampton gesichtet worden waren. Durch einen Fehler bei der optischen Übertragung der Signale, zogen sich alle vier Kreuzer auf Beattys Schlachtkreuzer zurück. Die Deutschen gerieten außer Sicht. Auch die 2. Battle Squadron, die die Deutschen später kurzzeitig sichtete, eröffnete nicht das Feuer, so dass diese entkamen.
Weitere Einsätze folgten am 24. Januar 1915 mit dem Gefecht auf der Doggerbank zusammen mit Birmingham, Lowestoft und Nottingham, wo sie vor allem für die Artilleriebeobachtung eingesetzt wurde.
Im Februar 1915 wurde sie Flaggschiff des zweiten leichten Kreuzergeschwaders (2nd Light Cruiser Squadron) der Grand Fleet und war am 31. Mai und 1. Juni 1916 mit dem Schwesterschiff Dublin, der Birmingham und der Nottingham an der Skagerrakschlacht beteiligt. Die Southampton sichtete zuerst die deutsche Hochseeflotte, was zum Versuch Beatty führte, diese auf die anmarschierende Grand Fleet zu ziehen. Dabei geriet die 2nd Light Cruiser Squadron zeitweise unter heftiges Feuer der deutschen Linienschiffe, die aber auf der Southampton keinen Treffer erzielten. Während der Nacht kam es zu einem heftigen Gefecht mit der IV. Aufklärungsgruppe des Kommodore Ludwig von Reuter mit den Kleinen Kreuzern Elbing, Rostock, Stuttgart, Frauenlob und Hamburg. Die Southampton versenkte gemeinsam mit der Dublin das Torpedoboot S 35. Sie erlitt 18 Treffer und hatte 37 Tote und 40 Verwundete, insbesondere die Kanoniere ihrer Mittschiffsartillerie und die Bedienung der Suchscheinwerfer hatten diese Verluste. Es gelang ihr, die Frauenlob durch einen Torpedotreffer zu versenken. Die beschädigte Southampton konnte das Schlachtfeld wegen Treffern im Bereich der Wasserlinie nicht sofort verlassen und erreichte Rosyth erst 12 Stunden nach den anderen Schiffen der Schlachtkreuzerflotte. Bis zum 20. Juni wurde sie in der Werft wieder instand gesetzt.
Ende 1917 wurde sie der 8th Light Cruiser Squadron der Grand Fleet zugeteilt.
Im Juli 1918 brachte die Southampton den Ersten Lord der Admiralität (Marineminister), Sir Eric Geddes, nach Murmansk, der sich ein Bild vom Eingreifen der Alliierten im arktischen Russland machen wollte.

### Nachkriegsverwendung
1919 wurde die Southampton Flaggschiff der 7th Light Cruiser Squadron auf der Südamerikanischen Station. 1921 verlegte sie zur 4th Light Cruiser Squadron in Indien und wurde Flaggschiff der East Indies Station. 1924 kam sie in die Heimat zurück und wurde der Nore Reserve zugeteilt. 1926 wurde sie endgültig gestrichen und zum Abbruch verkauft.